# Manual para señoritas
Manual para señoritas (bra: A Dama de Companhia; prt: Manual para Senhorinhas) é uma série de televisão espanhola de drama de época e comédia romântica criada por Gema R. Neira e María José Rustarazo para a Netflix. É produzida pela Bambú Producciones e protagonizada por Nadia de Santiago e Álvaro Mel. Estreou na Netflix em 28 de março de 2025.
Em 19 de junho de 2024, a Netflix anunciou que uma segunda temporada estava em desenvolvimento.

## Sinopse
Em Madrid, na década de 1880, Elena Bianda é a dama de companhia mais requisitada de toda a cidade. O êxito dela está em ser rígida na moralidade com suas famílias e sensível às preocupações das mulheres. Tudo isso muda quando ela chega à casa dos Mencía e tem que cuidar de três irmãs.

## Elenco

### Principal
- Nadia de Santiago como Elena Bianda
- Álvaro Mel como Santiago Torres
- Isa Montalbán como Cristina Mencía
- Zoe Bonafonte como Sara Mencía
- Iratxe Emparán como Carlota Mencía
- Itziar Manero como Adela "Adelita"
- Paula Usero como Josefina
- María Caballero como Alicia
- Candela Pradas como Esther Zapico
- Teresa de Mera como Alba de Ibáñez
- Iván Lapadula como Eduardo Espinosa de Monier
- Daniel Ibañez
- Nicolás Illoro como Lázaro
- Notan Sigueros Como Camilo Keita

- Carloto Cotta como Gabriel de Bayona Silva

com a participação especial de
- María Barranco como Dona Paquita
- Gracia Olayo como Dona Angustias
- Tristán Ulloa como Dom Pedro Mencía

## Capítulos
| N.º | Título                                                                                             | Dirigido por            | Escrito por                                                                              | Lançamento          |
| --- | -------------------------------------------------------------------------------------------------- | ----------------------- | ---------------------------------------------------------------------------------------- | ------------------- |
| 1   | "Lição 1: Nunca se apaixone" (em castelhano: Lección 1: Prohibido enamorarse)                      | Carlos Sedes            | Gema R. Neira, María José Rustarazo, Salvador S. Molina, Paula Fernández e Curro Serrano | 28 de março de 2025 |
| 2   | "Lição 2: Não conte mentiras" (em castelhano: Lección 2: No contar mentiras)                       | Carlos Sedes            | Gema R. Neira, María José Rustarazo, Salvador S. Molina, Sara Alquézar e Ricardo Jornet  | 28 de março de 2025 |
| 3   | "Lição 3: O passado ficou para trás" (em castelhano: Lección 3: El pasado, pasado está)            | Carlos Sedes            | Gema R. Neira, María José Rustarazo, Salvador S. Molina e Sara Alquézar                  | 28 de março de 2025 |
| 4   | "Lição 4: Afaste a tentação" (em castelhano: Lección 4: Alejar la tentación)                       | Claudia Pinto Emperador | Gema R. Neira, María José Rustarazo, Salvador S. Molina e Sara Alquézar                  | 28 de março de 2025 |
| 5   | "Lição 5: Seja fiel a sua senhorita" (em castelhano: Lección 5: No traicionar a tu señorita)       | Claudia Pinto Emperador | Gema R. Neira, María José Rustarazo, Salvador S. Molina e Sara Alquézar                  | 28 de março de 2025 |
| 6   | "Lição 6: Seus desejos não são prioridade" (em castelhano: Lección 6: Tus deseos no son prioridad) | Carlos Sedes            | Gema R. Neira, María José Rustarazo, Salvador S. Molina e Sara Alquézar                  | 28 de março de 2025 |
| 7   | "Lição 7: Mantenha as boas maneiras" (em castelhano: Lección 7: Mantener las buenas formas)        | Carlos Sedes            | Gema R. Neira, María José Rustarazo, Salvador S. Molina e Sara Alquézar                  | 28 de março de 2025 |
| 8   | "Lição 8: Faça sua senhorita feliz" (em castelhano: Lección 8: Hacer feliz a tu señorita)          | Carlos Sedes            | Gema R. Neira, María José Rustarazo, Salvador S. Molina e Sara Alquézar                  | 28 de março de 2025 |

## Produção
Em 26 de janeiro de 2024, a Netflix anunciou que as filmagens da série de drama de época Manual para señoritas, a ser produzida pela Bambú Producciones, haviam começado. Nadia de Santiago e Álvaro Mel foram anunciados como os protagonistas da série. Em junho de 2024, a Netflix confirmou que estava desenvolvendo uma segunda temporada da série, que já estava em estágio avançado.

## Lançamento e marketing
Em 18 de fevereiro de 2025, a Netflix lançou o primeiro trailer e programou sua estreia na plataforma para 28 de março de 2025.